# Табір військовополонених

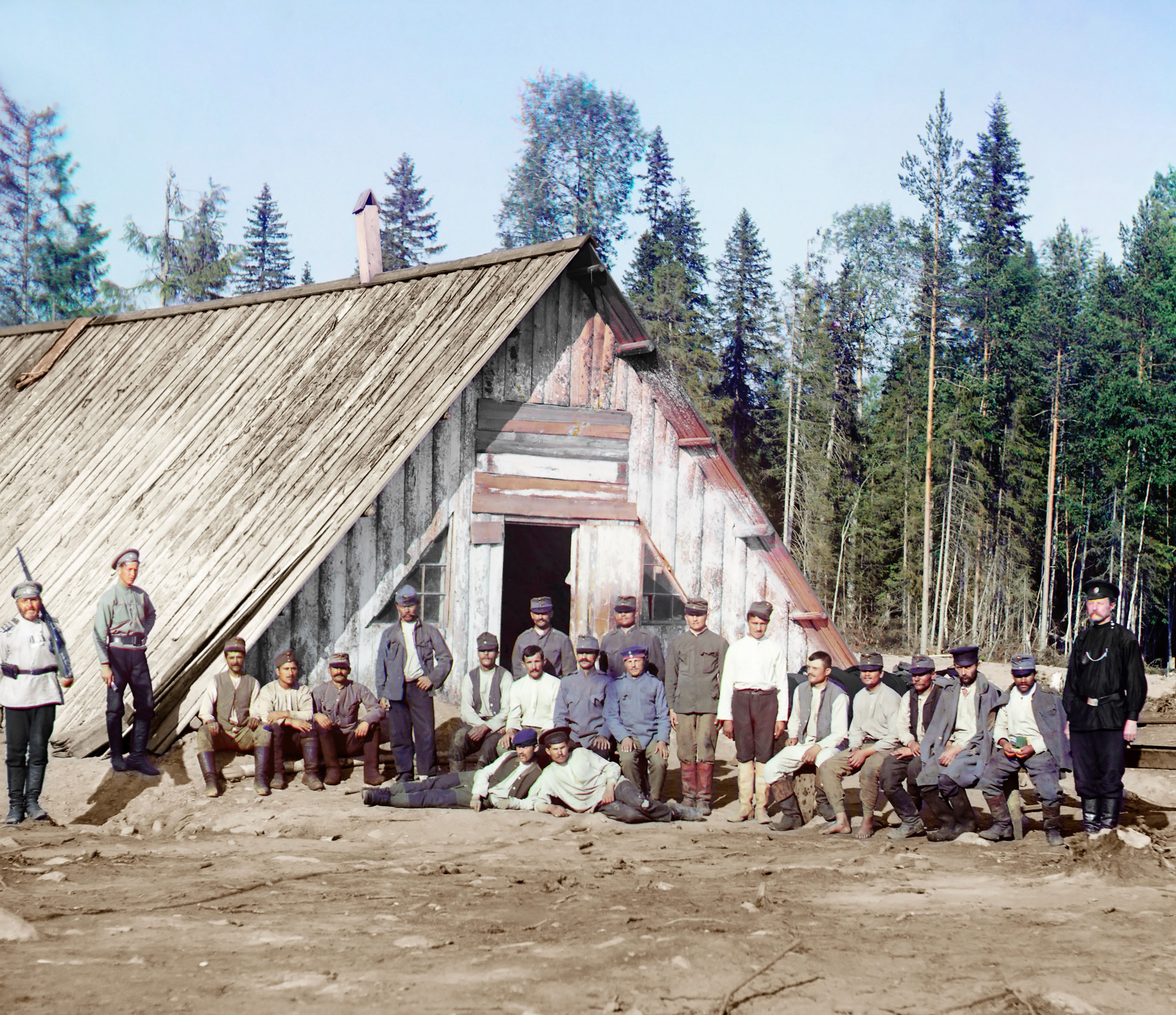
Табір військовополонених австро-угорців. Перша світова війна. Росія

Та́бір військовополоне́них  — спеціально обладнані місця для утримання полонених військовослужбовців протиборчої сторони.

## Історія
Табори військовополонених з'явилися вперше в англо-бурській війні 1899—1902 (раніше полонених тримали у військових фортецях). Під час першої світової війни (1914-1918) трактування полонених нормувалося ухвалами Гаазької (1899) та Женевської (1907) конвенцій; під час другої (1939-1945) — Женевською конвенцією 1929 (її не підписав СРСР, чим Німеччина виправдувала свою жорстоку поведінку з радянськими військовополоненими).
За першої світової війни українці перебували в таборах військовополонених Німеччини, Австро-Угорщини, Росії, Італії. У жовтні 1918 року в Німеччині перебуло ще 1,4 млн. полонених вояків російської імператорської армії, у тому числі близько 300 000 українців. Заходами Союзу Визволення України близько 50 000 українських полонених відокремлено в табори військовополонених: у Раштаті, Зальцведелі й Ветцларі (1917 ще в старшинському таборі військовополонених у Ганноверському Мюндені); з частини з них 1918 року сформовано дивізії (1 і 2) синьожупанників.
1917 року в Австро-Угорщині перебувало 1,1 млн військовополонених російської армії, у тому числі до 200 000 українців (числа приблизні). В окремих українських таборах — вояцькому в Фрайштадті та старшинському в Йозефштадті — відокремлено 30 000 українців, з них у Фрайштадті початок формування дивізії сірожупанників.
У Росії було 1,7 млн полонених австро-угорської армії, у тому числі близько 120 000 українців. Полонених широко використовували для робіт у сільському господарстві, шахтах і промисловості, при чому вони жили поза таборами, в яких здебільша перебували самі старшини.
Під час революції з австро-угорських військовополонених утворювалися військові частини, наприклад, Чехословацький корпус (постав в Україні), формація Січових Стрільців та (1918 і 1919) чимало інтернаціональних частин Червоної армії (наприклад, перший інтернаціонально-угорський полк під командуванням Рудольфа Фекете Шварца, відомого жорстокими пацифікаціями повстанських районів в Україні).
В Італії перебувало в таборах військовополонених понад 40 000 українців. Заходи урядів ЗУНР і УНР репатріювати цих військовополонених у 1919 на Україну (серед них Надзвичайна військово-санітарна місія УНР під проводом О. Севрюка) не увінчалися успіхом через перешкоди з боку російських та польських дипломатів (їх звільнено переважно щойно в першій половині 1920-х рр.).
У Польщі табори військовополонених для вояків УГА, але також для інтернованих цивільних осіб і для невеликого числа вояків Армії УНР були в Бересті, Вадовицях, Домб'ю, Пикуличах, Стшалково, а менші у Віснічу, Дембліні, Ланцуті, Модліні, Перемишлі (Засяння), Язлівці; фактично це були концентраційні табори. Напередодні зими 1919—1920 років у цих таборах військовополонених тримали 70 — 100 000 українців (15 000 з них померло внаслідок голоду, антисанітарних умов і знущань); здебільша їх звільнено 1920.
Справжній табір військовополонених для старшин і вояків УГА постав щойно в Тухолі на Помор'ї (750 старшин і до 500 підстаршин та вояків частин УГА, що у квітні 1920 року перейшли на бік польській армії, щоб спільно боротися проти радянської армії).
У Румунії у Котроченах поблизу Бухареста був табір військовополонених для старшин і вояків УГА з групи Сигіт, які потрапили в румунській полон у бою під Сиготом 1 січня 1919 (звільнені у жовтні 1919).
Для польських вояків, які потрапили в полон УГА (також для цивільних інтернованих) у першій половині 1919 був створений табір військовополонених на передмісті Коломиї в Косачеві.
У війні української армії проти радянської армії (а також Добровольчої армії генерала Денікіна) назагал не брали полонених. До винятків належав більшовицький табір військовополонених УГА у Кожухові біля Москви, який нараховував 250 старшин УГА.

## Друга світова війна
У роки Другої світової війни (1939-1945) сотні тисяч українських вояків польської і радянської армій перебували в таборах військовополонених Німеччини й СРСР. У ході війни проти Польщі німецька армія взяла в полон старшин і вояків близько 700 000, серед яких 60 — 70000 українців; трактовано їх у згоді з постановами Женевської конвенції 1929 року. На початок 1940 року, частково і раніше, почали звільняти полонених українців; вони могли повертатися на зайняті Червоною армією західноукраїнські землі або й залишатися в Німеччині, де їх використовувано як промислових чи сільськогосподарських робітників; деяка частина українців зі складу польської армії опинилася у радянському полоні.
Натомість нелюдське було трактування полонених радянської армії, до яких не застосовано постанов Гаазької й Женевської конвенцій. На підставі звітів німецького Головного Військового Командування (травень 1944), взято в полон 5 160 000 сов, вояків, з тієї кількості померло в полоні 1981000 (38,4 %), звільнено з полону 818 000 (15,9 %), ліквідовано в полоні 1241 000 (24,0 %), утекло 67 000 (1,3 %), залишилося живими в таборах полонених 1 053 000 (20,4 %; з них 875 000 використовувана в промисловості й сільському господарстві). Можна припускати, що з загального числа 3 355 000 червоноармійців, які попали в німецький полон в 1941 році, понад 20 % становили українці. Чимало з них оминуло полону, зникаючи поміж місцевим українським населенням або зголошуючися негайно до допоміжної військової служби в німецькій армії. Інструкції для трактування радянських полонених від 8 листопада 1941 року передбачали звільнення з полону українців під умовою, що місцевості, з яких вони походять, є вже в німецьких руках або що місцева влада поручиться за них. У перші місяці війни звільнено десятки тисяч полонених українців з таборів на Правобережжі. Але вже в листопаді 1941 року ці звільнення припинено. Табори полонених були переведено в Німеччину (на території Генеральної губернії в Ярославі, з якого командування табору звільнило всіх полонених українців, і в Холмі, в якому більшість загинула з голоду і тифу).
У Варю Лапош комітат Ньїредьгази був з квітня до липня 1939 угорський табір полонених для 450 старшин і вояків Карпатської Січі.
Табори в Беллярії і Ріміні в Італії вміщували у 1945-1947 роках до 10 000 старшин і вояків 1 УД УНА, що капітулювали перед британською армією (1946 — 9 310 осіб у Ріміні, у тому ч. 288 старшин, 822 підстаршини і 8 200 вояків).